# Astragalus tschujensis
Astragalus tschujensis är en ärtväxtart som beskrevs av Aleksandr Andrejevitj Bunge. Astragalus tschujensis ingår i släktet vedlar, och familjen ärtväxter. Inga underarter finns listade i Catalogue of Life.